# 水社算盘子
水社算盘子（学名：Glochidion suishaense）为大戟科算盘子属下的一个种。

## 扩展阅读
- 維基物種上的相關：水社算盘子